# Amereida
Amereida es un poema escrito de forma colectiva y publicado el 15 de mayo de 1967. Su número de registro de inscripción en Chile es el N° 33306. Ha sido editado en tres oportunidades, la primera en 1967, la segunda en 1986 y la tercera en 2003. Se le conoce también con el nombre de Amereida I, debido a que existe un libro subsecuente, también llamado Amereida que, para ser diferenciado del primero, fue nombrado como Amereida II. Además, existe un tercer libro llamado Amereida Travesías 1984 a 1988, que también debido a la sucesión, fue denominado Amereida III. Fue compuesto luego de un viaje realizado por la Escuela de Arquitectura de la Universidad Católica de Valparaíso en 1965, en donde se recolectaron diversos textos, poemas e ideas.